# Atarba (Atarbodes) flava
Atarba (Atarbodes) flava is een tweevleugelige uit de familie steltmuggen (Limoniidae). De soort komt voor in het Oriëntaals gebied.